# Rik Poot

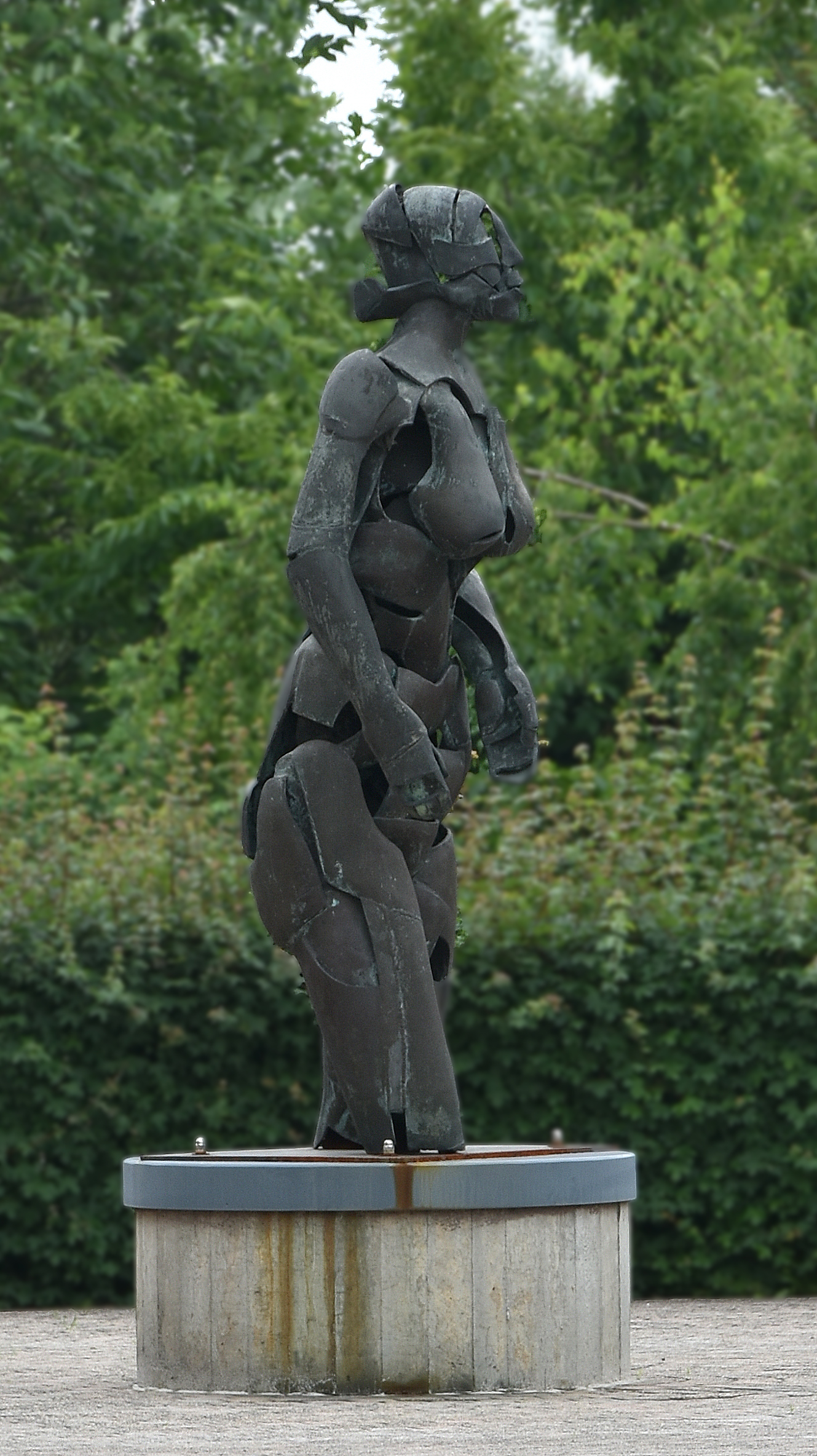
Rik Poot (1924-2006) Hulde aan mijn grootmoeder - Provinciehuis (Belgisch Limburg).

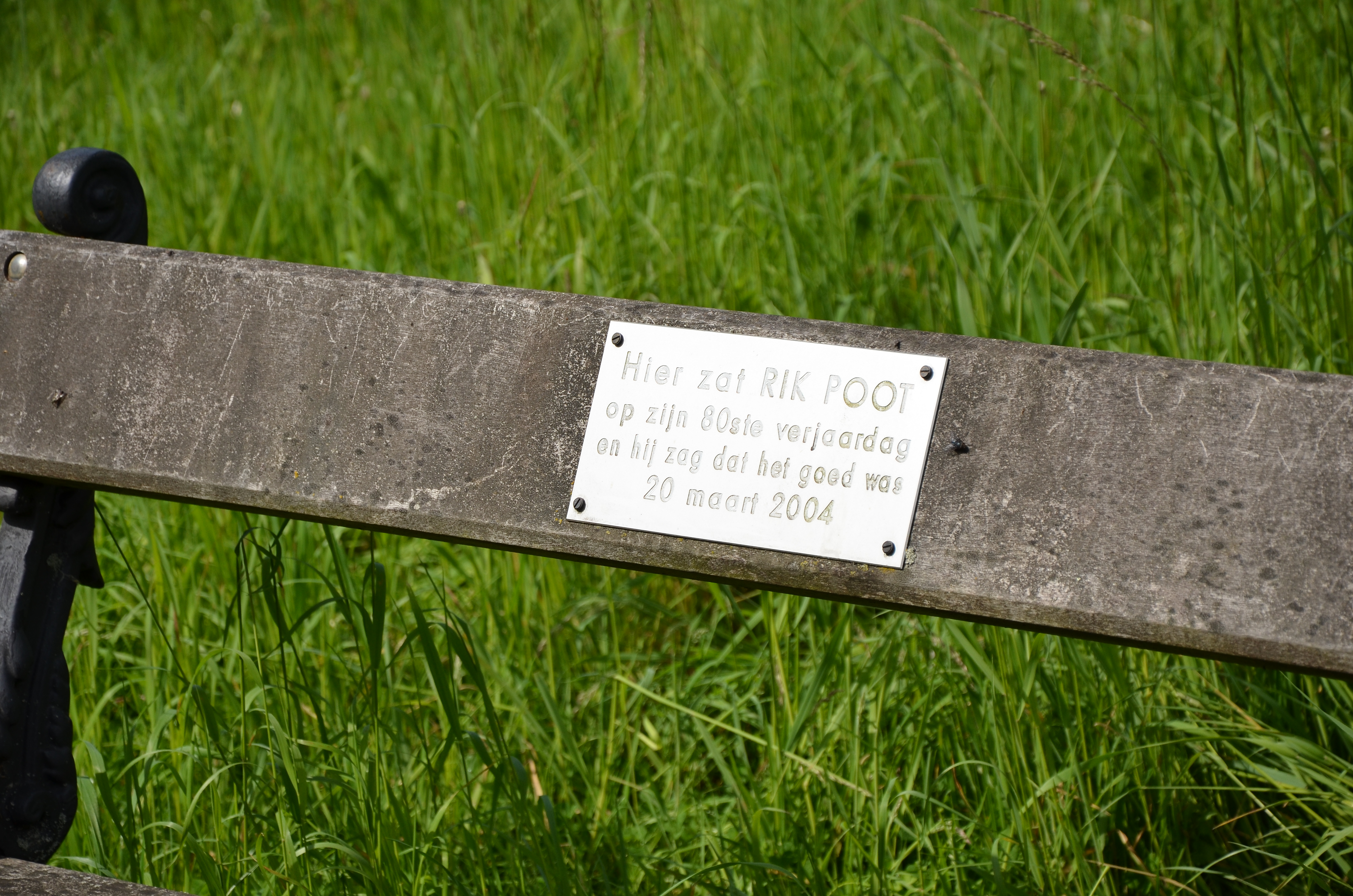
Herinnering aan Rik Poot op een bank in Vilvoorde.

Rik Poot (Vilvoorde, 20 maart 1924 – Jette, 16 december 2006) was een Vlaamse beeldend kunstenaar die zich vooral toelegde op bronzen beeldhouwwerken en assemblages in metaal.

## Levensloop
Hij werd geboren in het Vlaamse deel van Brabant, meer bepaald in de volksbuurt Far-West, de eerste sociale woonwijk van de gemeente Vilvoorde. Poot volgde de moderne humaniora aan het Koninklijk Atheneum te Vilvoorde en nam daarna lessen aan de Academie van Molenbeek. Als kind raakte Poot geboeid door het ambachtelijke werk van zijn vader, die bronsgieter was en grafornamenten maakte. De jaarmarkten in Vilvoorde, in het bijzonder de paarden die er gekeurd en verhandeld werden, maakten op hem een blijvende indruk. Tijdens de oorlogsjaren 1944-45 studeerde hij aan de Koninklijke Academie voor Schone Kunsten te Brussel. In 1948 vestigde hij zich te Grimbergen.
Poot ontving achtereenvolgens verscheidene prijzen: Eerste Prijs Openluchttentoonstelling Anderlecht (1948), de Godecharleprijs en de prijs van de stad Luik (1949). Hij ondernam vervolgens studiereizen naar Frankrijk en Italië dankzij een gewonnen beurs om er de kunst van de Oudheid en de Renaissance te bestuderen. In 1953 won hij de tweede Prijs van Rome, eerste Prijs Openluchttentoonstelling Vorst en de eerste Prijs stad Brussel. In 1954 samen met Roel D'Haese kreeg hij een eervolle vermelding in de Prix Jeune Sculpture. In 1959 ontving hij de Coopalprijs. Van 1962 tot 1984 was hij professor Monumentale Beeldhouwkunst aan het Nationaal Instituut voor Architectuur en Sierkunst van ter Kameren, Brussel. Poots beelden staan bijna alle in de openbare ruimte. Voor het gerechtsgebouw van Turnhout ligt zijn Rustende Najade. Hij ontwierp in 1982 "Ode aan een bergrivier" in brons voor het metrostation Herrmann-Debroux te Brussel.

In de tuin van het Elzenveld in Antwerpen kreeg zijn beeld van de schrijver Maurice Gilliams een plaats. Op de arduinen sokkel staat deze tekst van Gilliams: De onrust schenkt vleugels aan de verbeelding die het motto werd van de roman De avond is ongemak van Marieke Lucas Rijneveld.
In 2004 organiseerde de stad Vilvoorde als eerbetoon aan Poot een tentoonstelling met werk van hem in het Hansenspark en een oud klooster. Men bracht hier de wulpse figuren, de steigerende paarden, de monumentale beelden en de borstbeelden bij elkaar die Poot gemaakt had.
In het voorjaar 2008 verrees op het Leuvense provincieplein Poots laatste creatie De Ontvoering van Europa met de steun van de provincie Vlaams-Brabant, de stad Leuven en KBC. Het bronzen beeld vormt er het sluitstuk van de esplanade die het station met het provinciehuis zal verbinden. Het beeld toont de Griekse mythe van Europa op de rug van een stier. Hij ontving kort daarop in Brugge postuum de tweejaarlijkse Van Ackerprijs voor zijn hele oeuvre.

## Stijlkenmerken
Aanvankelijk kapt Poot menselijke en dierlijke figuren in "taille directe" in diverse materialen en werkt tevens met terracotta. Kenmerkend zijn een sterke stilering met verwijzingen naar Oosterse en Afrikaanse cultuurproducten. In 1952 volgen opdrachten voor monumentale beeldhouwwerken, onder andere voor de St.-Lambertuskerk te Muizen. Vanaf 1963 kiest hij uitsluitend voor het verloren wasprocedé, waarbij hij aan de hand van gemodelleerde en aan elkaar samengevoegde platen in was een gefragmenteerde compositie opbouwt. Zijn beeld Najade in de vijver van het kasteel van de hertogen van Brabant is hiervan een voorbeeld.
Poot leek geboeid door de structuur en de textuur van natuurvormen. Daarbij gaf hij uiting aan een 'verscheurde en uiteengelegde' wereld zoals bij Pablo Gargallo en Ossip Zadkine. Poot hield van de ambachtelijke arbeid van het beeldhouwen, de daad van het maken; hij trachtte het materiespel te verhogen door gebruik te maken van patina en door het bewerken van het oppervlak met de beitel.

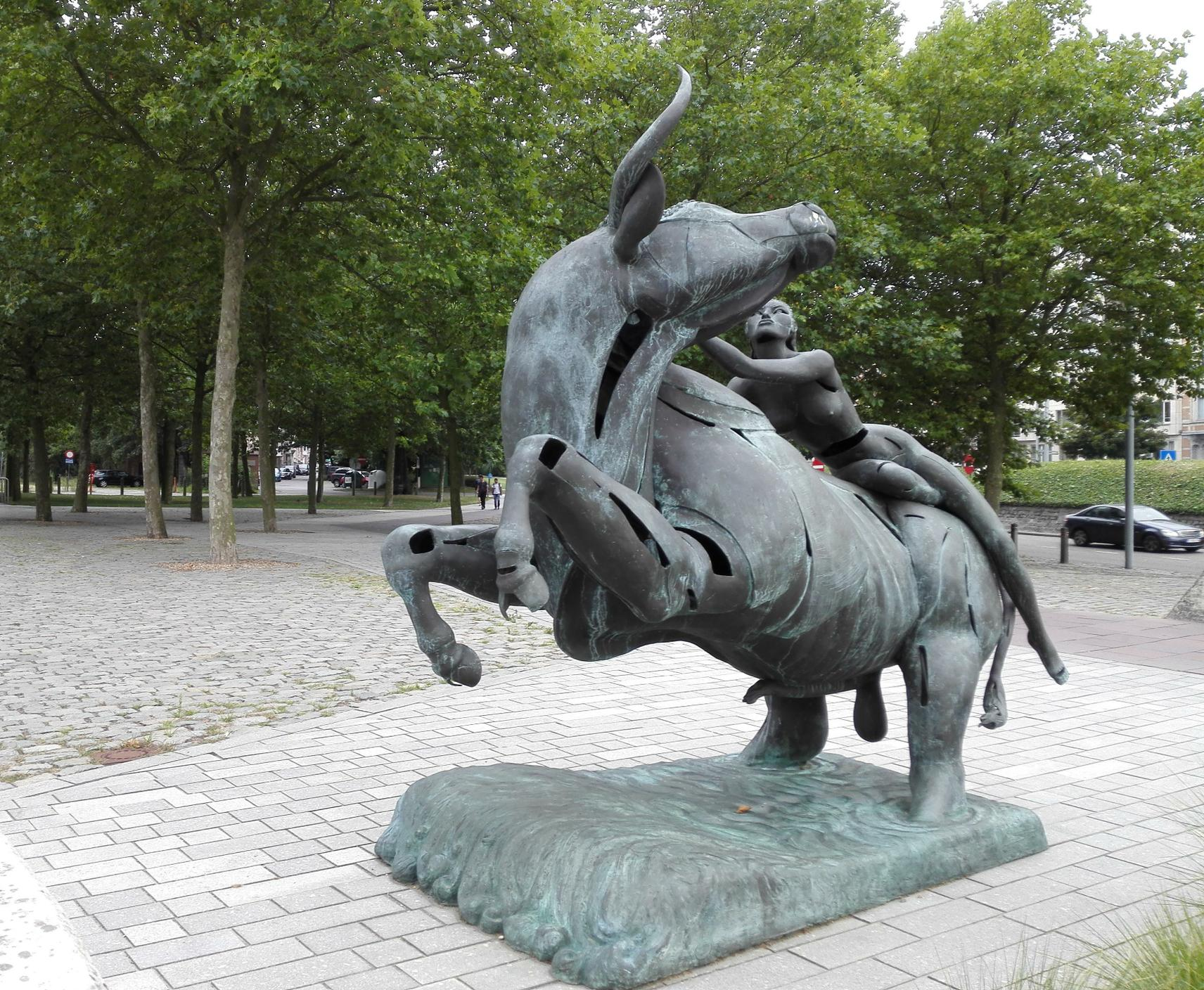
De ontvoering van Europa door Rik Poot (Provincieplein, Leuven).

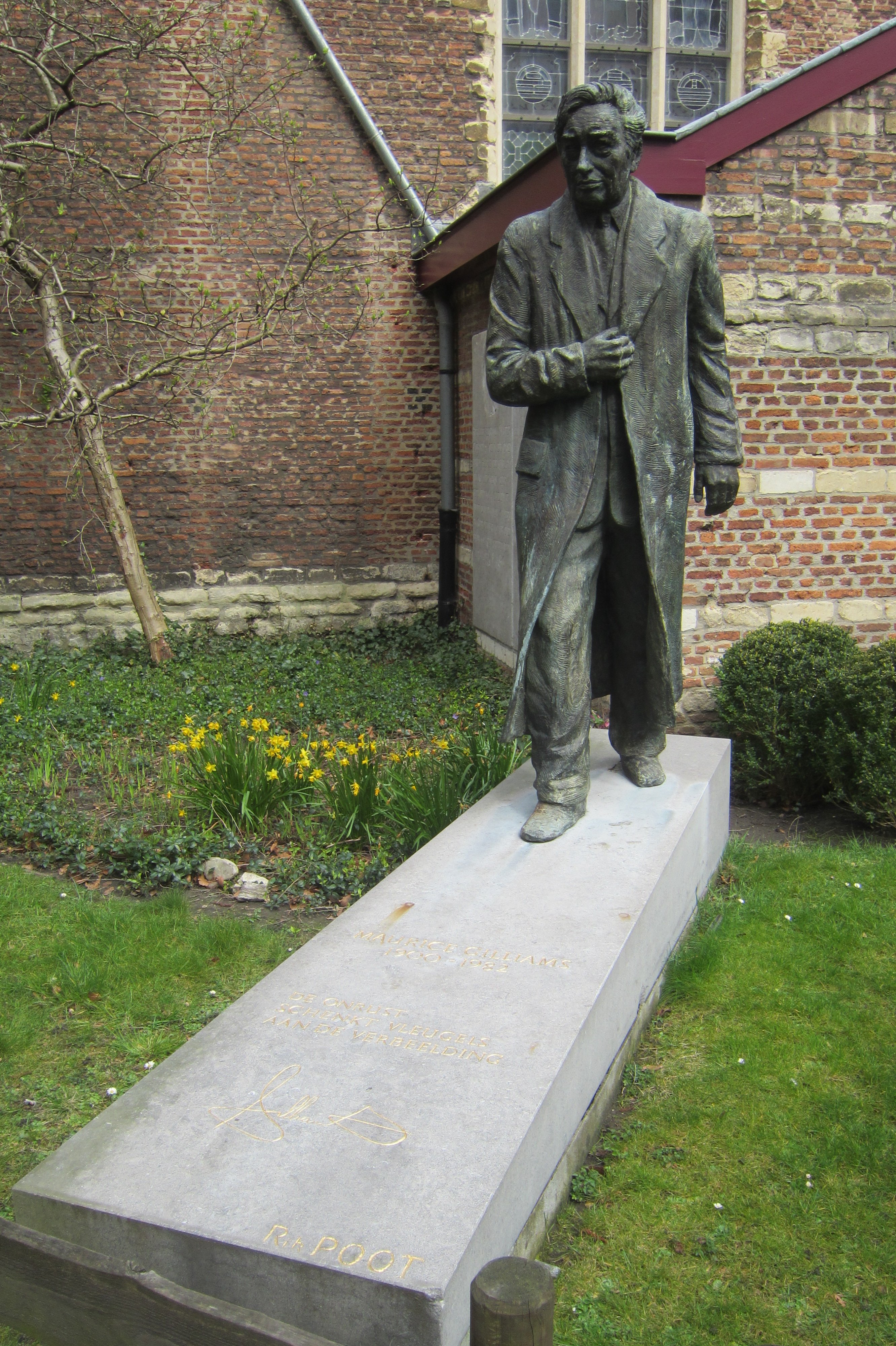
Beeld Maurice Gilliams met tekst De onrust schenkt vleugels aan de verbeelding op de arduinen sokkel

Essentieel in de vormentaal van Poot zijn de holle ruimten tussen de bronzen delen waaruit zijn beelden zijn opgebouwd. Door die openingen te creëren krijgen zijn monumentale beelden tegelijk iets lichts en een zekere fragiliteit. Zijn werken kregen daarmee een krachtig en expressief ritme mee. Ondanks de veel voorkomende vervormingen van de figuren, blijven Poots beelden altijd herkenbaar. Zijn stijl was van een klassiek modernisme.
De uitbeelding in brons van het paard vormt een belangrijk thema in zijn werk. Het paard op het Heldenplein, dat speciaal gecreëerd werd ter gelegenheid van 150 jaar Vilvoordse jaarmarkt, staat nu symbool voor Vilvoorde. Het verwijst naar de bijnaam voor de Vilvoordenaars, genaamd de "pjeirefretters". Bekende werken zijn De ontvoering van Europa en De vier ruiters van de Apocalyps (opgesteld in de Brugse binnenstad, in de tuin van het Arentshuis). Deze beeldengroep inspireerde de dichter Frederik Lucien De Laere tot het gedicht "De ruiters van de Apocalyps".
Naar aanleiding van de Dutroux-affaire creëerde hij Ghequetst ben ic van binnen, dat werd aangekocht door de handelaars van de Leuvensestraat te Vilvoorde. De titel van het werk verwijst naar een gedicht van een Middelnederlands 14e-eeuws anoniem dichter. Het gaat als volgt:
Ghequetst ben ic van binnen,

duerwont mijn hert soe seer,

van uwer ganscher minnen

ghequetst soe lanc soe meer.

Waer ik my wend, waer ic my keer,

ic en can gherusten dach noch nachte;

waer ic my wend, waer ic my keer,

ghy sijt alleen in mijn ghedachte.
Zijn hele leven bleef hij solidair met de kleine man. Daarvan getuigt onder meer zijn werk Strijd voor Arbeid, een 8 meter hoge stalen vuist, opgericht in Vilvoorde na de sluiting van de Renault-fabrieken aldaar. Poot vereeuwigde ook politici en schrijvers in borstbeelden, zoals Jean-Luc Dehaene, Leo Tindemans en Marnix Gijsen.
Rik Poot bracht zijn leven beitelend en boetserend door in zijn atelier. Hij klaagde over de teloorgang van de ambachtelijke kennis in de hedendaagse kunst. Hij was een tegenstander van strekkingen als popart en conceptuele kunst en noemde het bedrog. Hij volgde een vormentaal die wortelde in het expressionisme en het kubisme uit het begin van de twintigste eeuw. Hij bewonderde de anonieme middeleeuwse beeldhouwers die meewerkten aan de opbouw van een kathedraal.

## Trivia
- Rik Poot komt voor in het Nero-album De Man van Europa (1990) waar hij een beeld voor Nero bouwt dat op het Koningsplein in Brussel zal staan.
- Net zoals André Beullens, Hilde Van Sumere, Luc Hoenraet en Jan Beekman behoorde hij tot de "Groep Vlaams Brabant".